# 芝拉扎县
芝拉扎县是印尼中爪哇省的一个县，首府芝拉扎。
该地面积2,124.47平方（820.26平方英里），2010年人口1642107人、2014年人口1662248人、2017年人口1785971人。当地官方语言为爪哇語，但大多数人讲印度尼西亚语，亦有方言班尤马语。